# 아우치누 아란치스 빌딩
아우치누 아란치스 빌딩(포르투갈어: Edifício Altino Arantes)은 브라질 상파울루에 있는 마천루로, 높이는 161m, 층수는 40층, 면적은 17,951m2이다. 1939년부터 1947년까지 건설되었으다. 브라질에서 네번째로 높다.